# メアリー・アンダーソン
メアリー・エリザベス・アンダーソン（Mary Elizabeth Anderson、1866年2月19日 - 1953年6月27日）は、アメリカの不動産開発者、牧場主、ブドウ栽培者、ワイパーブレードの発明者。1903年11月10日に車内から制御されるフロントガラスワイパー (windshield wiper) と呼ばれる自動車窓洗浄装置の最初の特許を取得した。

## 若いころの経歴
リコンストラクションが始まったころの1866年にアラバマ州グリーン郡のBurton Hill Plantationで生まれる。両親はJohn C. and Rebecca Andersonであり、アンダーソンは少なくとも2人の娘のうちの1人であった。もう1人の娘はFannieであり、生涯アンダーソンの近くにいた。父は1870年に死去したが、家族は父の不動産による収入で生活することができた。1899年、未亡人である母と妹とともに活力のある町であるアラバマ州のバーミングハムに引っ越した。アンダーソンが受けた教育については不明であり、結婚したことがなく子どももいなかった。
バーミングハムでは、定住してすぐに不動産開発業者となり、Highland AvenueにFairmont Apartmentsを建設した。1893年、バーミングハムを離れ、カルフォルニア州フレズノで牧場とブドウ園を経営した。1898年にバーミングハムに戻り、病気の叔母の世話を手伝った。アンダーソンとその叔母はFairmont Apartmentsにアンダーソンの母と姉妹のFannieとFannieの夫のG. P. Thornthonとともに引っ越した。アンダーソンの病気の叔母は金と宝石のコレクションが入ったトランクを持ってきており、その時からアンダーソンの家族は何不自由なく生活していた。

## ワイパー
1903年の冬にニューヨーク市を訪れたとき、凍るような日に路面電車でみぞれが降るたびに運転手が窓の向こうを光野に苦労しているのを観察した。路面電車のフロント窓は悪天候時の視界を確保するように設計されていたが、マルチペインのフロントガラスのシステムはあまりうまく機能していなかった。そのため、視界をはっきりとさせるためには、運転手は窓を開けるか、電車から身を乗り出すか、または電車を止めて外に出てフロントガラスを手でふく必要があった。エンジニアではなく起業家であったアンダーソンは、問題と機会を特定した。運転手が内側から操作できるワイパーのブレードを思い描いた。当時、この問題を解決しようと考える人はほとんどおらず、運転手がただ受け入れ対処するものだった。
アラバマに戻ったとき、フロントガラスを拭くための手動式装置の設計者を雇い、地元の会社に実用的なモデルを作らせた。ワイパーの17年間の特許を出願し、1903年に付与された。特許出願は1903年6月18日にされ、1903年11月10日に窓ふき装置 (Window Cleaning device) について特許番号743,801が付与された。
この装置は、車内ののレバーを操作して、フロントガラスの外側にあるゴム製のブレードを制御するものであった。レバーを操作すると、ばねの付いたアームがフロントガラスを前後に移動する。ワイパーと窓が確実に接触するように釣り合い重りが使用されていた。装置は冬が過ぎた後に必要に応じて簡単に取り外すことができた。似た装置はそれ以前にも作られていたが、効率的なフロントガラスの清掃装置はアンダーソンのものが初めてであった。現在のワイパーでも単純な機構と基本設計はほとんど変わっていないが、今日のワイパーの大きな違いは、アンダーソンのものは不要な時に取り外すことができた点である。
アンダーソンが特許出願をした1903年当時、自動車はそこまで普及していなかった。ヘンリー・フォードのA型自動車はまだ製造されていなかった。そのため、アンダーソンは1905年にカナダの著名な企業であるDinning and Eckensteinに発明の権利を売ろうとしたが、却下された。その理由は「この発明はわれわれがその販売を引き受けるほどの商業的価値があるとは考えられない」というものであった。さらに、この発明に価値を見出すことのできない人が多く、彼らは運転手がワイパーや動くワイパーの操作に気を取られてしまうという危険性を強調した。
1920年に特許が切れ、自動車産業が飛躍的に発展すると、アンダーソンの基本設計を採用したワイパーが標準装備されるようになった。1922年、キャデラックが自動車メーカーとして初めてワイパーを標準装備した。
1922年、車の運転が一般的になり、個人が運転する車にはまだフロントガラスを清掃するものはなかった。キャデラックは、アンダーソンの市外電車に関する発明を自分たちの自動車にも適用すべきであると考えた。その結果、キャデラックはワイパーを標準装備するようになった。
1917年、Charlotte Bridgewoodはブレードの代わりにローラーを使用した初の自動ワイパーシステムである“electric storm windshield cleaner”の特許を取得した。アンダーソンと同様にBridgewoodも自分の発明でお金を稼ぐことはできなかった。リッチモンドのEmmanuel Episcopal Churchの牧師であり、アンダーソンのgreat-great nieceであるSara-Scott Wingoは、アンダーソンが自立した女性であったために、その発明が進まなかったのではないかと考えている。WingoはNPR Newsのインタビューで「彼女には父親がいなかった。夫もいなかった。そして当時の世界は男性に支配されていた」と話している。

## 晩年
1920年代に入るまでに義理の兄が亡くなり、再びバーミングハムのFairmont Apartmentsで姉妹のFannieと母と一緒に住み始めた。87歳で亡くなるまでFairmont Apartmentsの経営を続けた。亡くなったとき、South Highland Presbyterian Churchの最高齢のメンバーであった。テネシー州Monteagleで死去した。